# 槐東線
槐東線（：／ Gwidong seon */?）是韓國的一條鐵路支線，由韓國鐵道公社營運。路線由庆尚北道慶州市的扶助站至浦項市槐東站。

## 路线资料
- 路线距离：10.9km
- 轨间距离：1435mm
- 车站数：3
- 复线区间：全线单线
- 电化区间：无
- 安全装置：ATS

## 历史
- 1969年10月7日，路线启用。
- 1975年7月1日，客運服務開始。
- 2005年9月15日，原終點站製鐵站停止使用。
- 2006年6月30日，客運服務停止運營。
- 2021年12月28日，東海線切換至新線營運，舊東海線扶助站至孝子站區間併入本線。

## 車站列表
| 中文站名 | 韓文站名 | 英文站名 | 站間距離 | 營業距離 | 接續路線 | 所在地   | 所在地 |
| -------- | -------- | -------- | -------- | -------- | -------- | -------- | ------ |
| 扶助     |          |          | 0.0      | 0.0      | 東海線   | 慶尚北道 | 慶州市 |
| 孝子     |          |          | 5.3      | 5.3      |          | 慶尚北道 | 浦項市 |
| 槐東     |          |          | 5.6      | 10.9     |          | 慶尚北道 | 浦項市 |
| 製鐵     |          |          | 1.2      | -        |          | 慶尚北道 | 浦項市 |

## 客運服務
1975至2006年間，槐東線曾為浦项钢铁的員工開行通勤客運列車，該列車僅為浦項製鋼廠的員工運營，不過浦項鐵人主場浦項鋼園球場有足球比賽時，公眾也可以乘坐。該服務於2006年由於韓國鐵道公社與浦项钢铁之間的運營談判破裂而結束，在客運運營期間曾使用以下2種列車運營。
- 韓國鐵道通勤型柴油動車組（日语：韓国鉄道日本製動車），1975~1996年運營。
- 韩国铁道9501系柴油动车组，1996~2006年運營。